# Katina Paxinou
Katina Paxinou (griechisch Κατίνα Παξινού, * 17. Dezember 1900 in Piraeus; † 22. Februar 1973 in Athen) war eine griechische Schauspielerin und Oscargewinnerin.

## Leben
Die griechische Charakterdarstellerin begann mit der Filmarbeit 1928 und war seit Beginn der 1930er-Jahre eine der großen Theaterschauspielerinnen Griechenlands. Gemeinsam mit ihrem Ehemann Alexis Minotis gehörte sie zum Ensemble des griechischen Nationaltheaters. 1943 wurde sie von Hollywood für die Verfilmung des Ernest Hemingway Bestsellers Wem die Stunde schlägt engagiert und erhielt für ihre Darstellung einer spanischen Widerstandskämpferin gegen die Faschisten einen Oscar als beste Nebendarstellerin sowie einen Golden Globe Award in derselben Kategorie. Damit war sie zugleich eine der ersten nicht-amerikanischen Schauspielerinnen, die einen Oscar gewannen.
Katina Paxinou starb 1973 an Krebs und hinterließ ihren Ehemann Alexis Minotis.
In Athen erinnert das Paxinou-Minotis-Museum an das Ehepaar.

## Filmografie (Auswahl)
- 1943: Wem die Stunde schlägt (For Whom the Bell Tolls)
- 1943: Hostages
- 1945: Jagd im Nebel (The Confidential Agent)
- 1947: Trauer muss Elektra tragen (Mourning Becomes Electra)
- 1947: Uncle Silas
- 1949: In den Klauen des Borgia (Prince of Foxes)
- 1955: Herr Satan persönlich (Mr. Arkadin)
- 1959: Die Madonna mit den zwei Gesichtern (The Miracle)
- 1960: Rocco und seine Brüder (Rocco e i Suoi Fratelli)
- 1962: Der Prozeß (Le procès)
- 1968: Tante Zita
- 1970: Un Été Sauvage

## Auszeichnungen
- Oscar als beste Nebendarstellerin in Wem die Stunde schlägt
- Golden Globe Award als beste Nebendarstellerin in Wem die Stunde schlägt
- New York Film Critics Circle Award beste Darstellerin (Zweiter Platz) in Wem die Stunde schlägt
- 1960: Hollywood-Walk-of-Fame-Stern auf der 1651 Vine Street